# Yeh Dil
Yeh Dil (polski tytuł "Serduszko moje kochane", niemiecki tytuł "Dieses Herz" lub " Yeh Dil: Dieses Herz")  to indyjski dramat miłosny z 2003 roku z Tusshar Kapoorem i Natasha Jhony Nirmal w rolach głównych. Reżyser przełożył tu własny film zrobiony w języku telugu "Nuvvu Nenu"  (z tą samą aktorką w roli głównej) na film bollywoodzki w hindi. Tematem filmu jest zwycięstwo miłości nad podziałami wynikającymi z różnicy społecznej rodzin, z których wywodzą się zakochani.

## Fabuła
Hajdarabad. Gwiazda sportu w college'u notorycznie zawalający egzaminy Ravikumar Saxena (Tusshar Kapoor) to syn miliardera Raghuraja Pratapa Singha (Akhilendra Mishra). Jako dziecko stracił matkę, boleśnie odczuwa samotność i brak miłości ojca, dla którego czas to pieniądz. Woli go poświęcać interesom zaniedbując syna. Jego los odmienia się, gdy Ravi spotyka Vasu (Natassha Jhony Nirmal). Pomoc w nauce staje się początkiem przyjaźni, którą sprzeciw obu rodzin niezgadzających się na spotkania młodych zamienia w miłość. Ich ojcowie – miliarder i żyjący w biedzie sprzedawca mleka – ostro protestują. Ich rodziny różni wszystko, ale łączy nieliczenie się z uczuciami młodych i pragnienie rozdzielenia ich, choćby za cenę przemocy.

## Obsada
- Anita Hassandani – Vasundhara (Vasu)
- Tusshar Kapoor – Ravi
- Jhony Nirmal – Sunil
- Sharat Saxena – komendant policji
- Akhilendra Mishra – Raghuraj Pratap Singh, ojciec Ravi
- Vineeth – Mithwa Yadav, ojciec Vasu

## Muzyka i piosenki
Twórcami muzyki jest duet Nadeem-Shravani

## nominacja do
- Nagrody Zee Cine za Najlepszy Debiut – Anita Hassandani (inaczej Natassha Jhony Nirmal) także za Kuchh To Hai.

## Motywy w filmachBollywoodu
- Motyw nieakceptacji miłości młodych ze względu na różnice społeczne czy kastowe rodzin często występuje w filmach bollywoodzkich m.in. w Qayamat Se Qayamat Tak, Love Love Love, Ishq, Zamaana Deewana, Nuvvostanante Nenoddantana, Raja Hindustani, Taal, Devdas, Czasem słońce, czasem deszcz, Ghulam czy Dil.
- W filmie jest scenę przypominająca scenę z Ghulam (zagraną przez Aamir Khana i Rani Mukerji) – zaniedbujący syna ojciec wróciwszy podpity do domu z kobietą upokarza go na oczach jego koleżanki wyrzucając ją z domu.
- Akcja filmu rozgrywa się m.in. w college'u podobnie jak takich filmów jak Jestem przy tobie, Coś się dzieje, Khushi, Ishq Vishk, Dil Hi Dil Mein.
- W filmie są sceny na dworcu i w pociągu podobnie jak m.in. w Jab We Met, Fanaa, Żona dla zuchwałych, Swades, czy Guru.
- W filmie motyw narastającego tłumu protestującego przeciw policji niebroniącej sprawiedliwości, podobnie jak w m.in. Phir Bhi Dil Hai Hindustani czy Rang De Basanti.
- Motyw zaimprowizowanego szybko ognia obchodząc, który młodzi dopełnią wbrew woli innych łączącego ich ślubu występuje też w Dil.
- Częsty w Bollywoodzie motyw modlitwy i wiary w Boga – odpowiedzią na rozdzielenie kochanków jest skarga na to, modlitwa o interwencję do Allaha i  wiara w to, że jak mówi bohater, "Tak jak Bóg istnieje, tak nasza miłość nigdy się nie skończy".
- Motyw aranżowanego małżeństwa – jak m.in. w Madhoshi, Dil Hi Dil Mein, Czasem słońce, czasem deszcz, Kyun...! Ho Gaya Na i in.